# Acraea leonina
Acraea leonina är en fjärilsart som beskrevs av Bethune-Baker 1903. Acraea leonina ingår i släktet Acraea och familjen praktfjärilar. Inga underarter finns listade i Catalogue of Life.